# ناصر بن عثمان
ناصر بن عثمان (انگلیسی: Naceur Ben Othman؛ زادهٔ ۱۷ نوامبر ۱۹۵۱) بازیکن والیبال اهل تونس بود.